# Tsavo (banda)
Tsavo  es una banda de rock estadounidense de Seattle, Washington, formada en 2006.
El grupo fue fundado por el vocalista Cameron Mueller, exintegrante de la banda Trench y el exguitarrista Mike Jovanovich. El nombre de Tsavo es una referencia a una fuerza imparable de la naturaleza; leones conocido como los devoradores tsavo.

## Historia

### Formación e Historia Temprana
A principios de 2006, Mueller y Jovanovich publicado un anuncio clasificado de anuncios Myspace para un baterista y bajista. A mediados de 2006 los anuncio trajo el baterista Sean Brown y el bajista Gustavo Winecoff a la banda. El guitarrista Jason Edwards se unió a finales de 2006 después de un Pariente Amigo y de la banda lo invitó a audicionar. Después de lanzar un EP y tocar varios conciertos locales, Jovanovich dejó la banda. La banda publicó otro anuncio en busca de un reemplazo de Jovanovich, ya mediados de 2007 se optó por Ryan Lucas como su nuevo guitarrista. Su música ha sido descrita como "una marca accesible, melódica de la idea de canciones para la radio de rock moderno".

### The Search

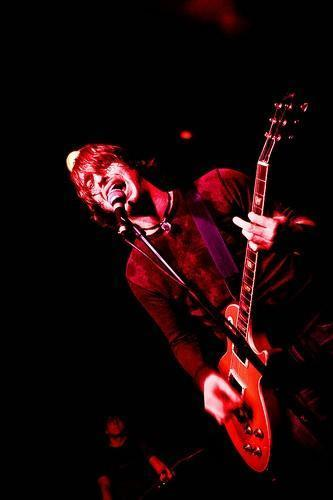
El vocalista Mueller Cameron en un concierto con Tsavo.

Después comenzaron la grabación de su primer álbum de larga duración titulado The Search a mediados de 2007. Toda la grabación se hizo en la sala de la práctica de la banda en Granite Falls, Washington, con Brown ingeniería de todo el álbum. El álbum fue lanzado el 29 de agosto de 2008 a una audiencia en los ShowboxattheMarket. Reseñas del álbum se anunció como "una atractiva y refrescante escucha" y "plena, abundante, y lo más importante - maduras. El sencillo del álbum, "Lost & Forgotten" fue incluida en las estaciones de radio como El Rock KISW, The Funky Monkey KFNK, y KGRG-FM. El sencillo también ha aparecido en la recopilación de Microsoft, Windows apertura, vol. 4, una compilación de obras donadas por la comunidad diversa de Microsoft de músicos para apoyar La Asociación Nacional para la Educación Musical (MENC su sigla en inglés).

### Realizaciones
Tsavo se ha abierto para tales actos nacionales como VAST, Royal Bliss, TRUSTcompany, King's X, Taproot, y Bang Tango. la banda alcanzó el primer lugar en los 2007 Bodog Batalla de los Bandas para el estado de Washington
. Tsavo fue también finalista en el concurso nacional de Gibson / AT & T, Colegio Batalla de las Bandas, en 2008-2009, y recibió un segundo premio en la categoría Elfenworks la Justicia Social
.

## Miembros actuales
- Cameron Mueller - vocal, guitarra (2006-presente)
- Jason Edwards - guitarra (2006-presente)
- Ryan Luke - guitarra (2007-presente)
- Gus Winecoff - bajo (2006-presente)
- Sean Brown -  batería (2006-presente)

### Miembros anteriores
- Mike Jovanovich - guitarra (2006-2007)

## Discografía

### Álbumes
- The Search (29 de agosto de 2008)

## Videografía
Un video musical fue filmado para "Lost and Forgotten", dirigido y filmado por Kevin CW Maistros y con los Seattle Knights.